# Microsoft Azure
Microsoft Azure, ou apenas Azure, é a plataforma de computação em nuvem executada pela Microsoft. Oferece gerenciamento, acesso e desenvolvimento de aplicações e serviços a indivíduos, empresas, e governos por meio de sua infraestrutura global. Ele também fornece uma variedade de recursos, incluindo software como serviço (SaaS), plataforma como serviço (PaaS) e infraestrutura como serviço (IaaS) e suporta muitas linguagens de programação, ferramentas e frameworks diferentes, incluindo software e sistemas específicos da Microsoft e de terceiros.
A apresentação do serviço foi feita no dia 27 de outubro de 2008, durante a Professional Developers Conference, em Los Angeles; e lançado em 1 de fevereiro de 2010 como Windows Azure, para então ser renomeado como Microsoft Azure em 25 de março de 2014.
Em 2021, era o segundo maior provedor de computação em nuvem do mundo, atrás apenas da AWS (da Amazon), e à frente da GCP (da Google).

## Funcionamento
Sua computação em nuvem é definida como uma combinação de software como serviço (SaaS) com computação em grelha.
A computação em grelha dá o poder de computação e alta escalabilidade oferecida para as aplicações, através de milhares de máquinas (hardware) disponíveis em centros de processamento de dados de última geração. A partir de software como serviço, se tem a capacidade de contratar um serviço e pagar somente pelo uso, permitindo a redução de custos operacionais, com uma configuração de infraestrutura realmente mais aderente às necessidades[carece de fontes?].

## Serviços
O Azure usa virtualização em larga escala nos data centers da Microsoft em todo o mundo e oferece mais de 600 serviços. Os principais recursos ou serviços do Azure são amplamente classificados em quatro categorias: computação, rede, armazenamento e banco de dados. 

Alguns dentre eles inclui : 
- Azure Active Directory.
- Azure CDN.
- Azure Data Factory.
- Azure SQL.
- Azure Function.
- CosmosDB.
- DevOps.
- Azure Backup.
- Virtual Machine

### Azure Local
O Azure Local é uma solução de infraestrutura hiperconvergente (HCI) executada localmente, que permite a operação de máquinas virtuais, contêineres e serviços selecionados do Azure em um ambiente integrado à nuvem.

## Distribuição
O Microsoft Azure entrou em produção em 1 de janeiro de 2010; e sua fase comercial está no ar desde 1 de fevereiro de 2010. Na primeira onda de lançamentos, 21 países foram atendidos.

### 2020
Até meados de março de 2010, os seguintes datacenters estavam disponíveis para deployment de solução sobre o Microsoft Azure:
- Europa: Oeste e Norte da Europa
- Ásia-Pacífico: Ásia do Leste e Sudeste Asiático
- América do Norte: Centro-Sul, Centro-Norte, Leste e Oeste dos EUA

### Atualmente
A maioria dos serviços da Azure são implantados regionalmente e permitem ao cliente especificar a região em que o serviço será implantado. Existem atualmente os seguintes datacenters, implementados por subregiões, as quais estão organizadas em regiões:
| Região          | SubRegião           | Localização         | Disponível Para                                                                     |
| --------------- | ------------------- | ------------------- | ----------------------------------------------------------------------------------- |
| Africa          | África do Sul Norte | Joanesburgo         | Todos os Clientes                                                                   |
| Africa          | África do Sul Oeste | Cidade do Cabo      | Clientes da África do Sul que requerem soluções de Disaster recovery                |
| Ásia - Pacífico | Ásia Este           | Hong Kong           | Todos os Clientes                                                                   |
| Ásia - Pacífico | Ásia Sudeste        | Singapura           | Todos os Clientes                                                                   |
| Austrália       | Austrália Central   | Camberra            | Todos os Clientes                                                                   |
| Austrália       | Austrália Central 2 | Camberra            | Clientes Australianos que requerem soluções de Disaster Recovery                    |
| Austrália       | Austrália Este      | Nova Gales do Sul   | Todos os Clientes                                                                   |
| Austrália       | Austrália Sudeste   | Victória            | Todos os Clientes                                                                   |
| Brasil          | Brasil Sul          | Estado de São Paulo | Todos os Clientes                                                                   |
| Canadá          | Canadá Central      | Toronto             | Todos os Clientes                                                                   |
| Canadá          | Canadá Este         | Quebec              | Todos os Clientes                                                                   |
| China           | China Este          | Xangai              | Organizações com Negócios na China                                                  |
| China           | China Este 2        | Xangai              | Organizações com Negócios na China                                                  |
| China           | China Norte         | Pequim              | Organizações com Negócios na China                                                  |
| China           | China Norte 2       | Pequim              | Organizações com Negócios na China                                                  |
| Europa          | Europa Norte        | Irlanda             | Todos os Clientes                                                                   |
| Europa          | Europa Este         | Países Baixos       | Todos os Clientes                                                                   |
| França          | França Central      | Paris               | Todos os Clientes                                                                   |
| França          | França Sul          | Marselha            | Clientes Franceses que requerem soluções de Disaster Recovery                       |
| Alemanha        | Alemanha Central    | Frankfurt           | Todos os Clientes                                                                   |
| Alemanha        | Alemanha Norte      | Berlim              | Clientes Alemães da região Central Oeste que requerem soluções de Disaster Recovery |
| Alemanha        | Alemanha Nordeste   | Magdeburg           | Todos os Clientes                                                                   |
| Alemanha        | Alemanha Este       | Frankfurt           | Todos os Clientes                                                                   |
| Índia           | Índia Central       | Pune                | Todos os Clientes                                                                   |
| Índia           | Índia Sul           | Chennai             | Todos os Clientes                                                                   |
| Índia           | Índia Oeste         | Mumbai              | Todos os Clientes                                                                   |
| Japão           | Japão Este          | Tókio               | Todos os Clientes                                                                   |
| Japão           | Japão Oeste         | Osaka               | Todos os Clientes                                                                   |
| Coreia do Sul   | Coreia Central      | Seoul               | Todos os Clientes                                                                   |
| Coreia do Sul   | Coreia Sul          | Busan               | Todos os Clientes                                                                   |
| Noruega         | Noruega Este        | Oslo                | Todos os Clientes                                                                   |
| Noruega         | Noruega Oeste       | Stavanger           | Clientes Noruegueses que requerem soluções de Disaster Recovery                     |